# Herpele squalostoma
Herpele squalostoma es una especie de anfibio gimnofión de la familia Herpelidae.
Habita en el Camerún, en el occidente de la República Centroafricana, en el occidente de la república del Congo, en el extremo occidental de la República Democrática del Congo, en Guinea Ecuatorial y en la isla de Bioko, en Gabón y en Nigeria. Tal vez habite también en Cabinda (Angola).
Sus hábitats naturales incluyen bosques secos tropicales o subtropicales, plantaciones, jardines rurales y zonas previamente boscosas ahora muy degradadas.